# کامرون فن در بورگ
کامرون فن در بورگ (به انگلیسی: Cameron van der Burgh) (زادهٔ ۲۵ مهٔ ۱۹۸۸) شناگر اهل آفریقای جنوبی است.